# 즈나니예

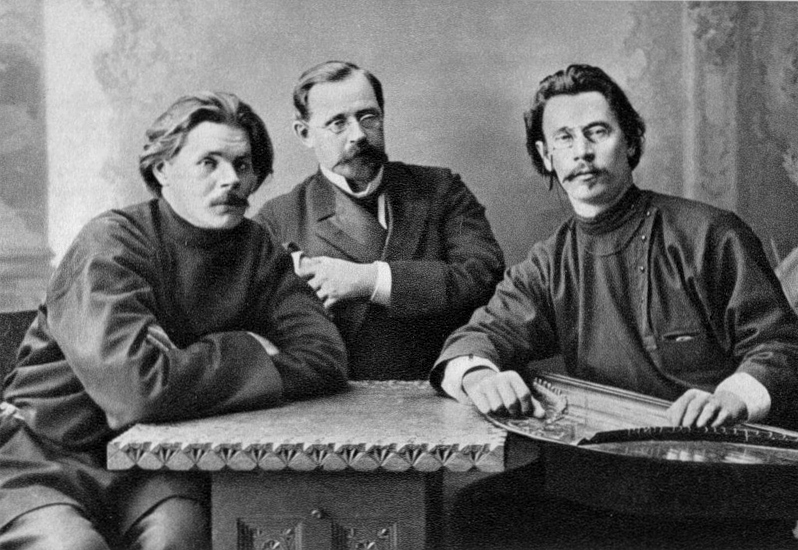
왼쪽부터 막심 고리키, 콘스탄틴 퍄트니츠키, 스테판 스키탈레츠.

즈나니예(러시아어: Зна́ние→지식)는 러시아 제국 말기에 상트페테르부르크에서 세워져 활동한 출판사다. 1898년에서 1913년까지 운영했다.
콘스탄틴 퍄트니츠키가 설립하여 처음에는 과학, 역사, 교육, 예술 등의 대중서를 출판했다. 1900년 막심 고리키가 합류하여 1902년 운영진이 되었고, 즈나니예사는 사회주의 리얼리즘 문예와 마르크스주의 이론서가 출간되는 주요 창구가 되었다. 이 시기 즈나니예에서 선집이 출간된 작가로 고리키, 알렉산드르 세라피모비치, 알렉산드르 쿠프린, 비켄티 베레사예프, 스테판 스키탈레츠, 니콜라이 텔레쇼프 등이 있다.
즈나니예는 1900년대 러시아에서 가장 진보적인 출판사였다. 즈나니예 선집에 이름을 올린 작가들은 1905년에서 1907년 사이 차르정의 압제와 맞서 싸웠다. 레닌은 고리키가 이 선집으로 “러시아 문학의 힘을 모으려 한다”고 평했다. 전성기에 즈나니예 문학선집의 발행부수는 65,000 부에 도달했다. 그러나 고리키와 세라피모비치 등이 사회주의 리얼리즘에 경도된 한편, 레오니트 안드레예프는 퇴폐주의의 영향을 받고 있었고, 1905년 러시아 혁명 이후 이 차이는 더욱 깊어졌다. 1911년에는 선집 편집장이 빅토르 미롤류보프로 교체되었다.
즈나니예사는 문학선집 외에도 “값싼 도서관(러시아어: Дешевая библиотека, 영어: Cheap Library)”이라는 문고 총서도 발행했다. 이를 통해 카를 마르크스, 프리드리히 엥겔스, 폴 라파르그, 아우구스트 베벨 등 외국 마르크스주의자들의 정치사회학 소책자들이 출판되었다. “값싼 도서관”은 통권이 300권이 넘었고, 발행부수는 거의 400만 부에 이르렀다.
1905년 혁명 이후 보수반동의 시기에 탄압받은 필진 상당수가 출판사를 떠났다. 운동의 지도자격인 고리키도 이 때 국외망명을 떠났고, 1912년 출판사와 연락이 두절되었다.